# Robin Orr
Robin Orr, Künstlername von Robert Kelmsley Orr (* 2. Juni 1909 in Brechin, Angus; † 9. April 2006 in Cambridge), war ein schottischer Komponist.
Orr studierte am Royal College of Music in London und am Pembroke College in Cambridge und war Schüler von Alfredo Casella und Nadia Boulanger. Nach einer Beschäftigung an der Sidcot School in Somerset und der University of Leeds wurde er 1938 Organist am St John’s College in Cambridge. Während des Zweiten Weltkrieges diente er bei der Royal Air Force. Von 1947 bis 1956 unterrichtete er an der Universität Cambridge und dem Royal College of Music. Bis 1965 war er Professor für Musik an der Universität Glasgow, danach war er bis zu seiner Emeritierung 1976 Professor an der Universität Cambridge.
Er komponierte drei Opern, drei Sinfonien und weitere Orchesterwerke, Kammermusik, kirchenmusikalische Werke und Lieder. 1972 wurde er zum Commander of the British Empire ernannt. Seine Handschriften und sein privates Archiv werden in der Cambridge University Library gelagert.

## Werke
- Sonatine für Cello, 1938
- Sonatine für Violine, 1941
- A Winter's Tale von William Shakespeare, Schauspielmusik, 1947
- Violinsonate, 1947
- The Prospect Of Whitby, Ouvertüre, 1948
- Oedipus At Colonus von Sophokles, Schauspielmusik, 1950
- Deirdre of the Sorrows von John Millington Synge, Schauspielmusik, 1951
- Italian Overture, 1952/1960
- Duo für Violine und Cello, 1953
- Rhapsody For String Orchestra, 1956
- Sonate für Violine und Klavier, 1956
- Violinsonate, 1960
- Sinfonie in einem Satz, 1963
- Full Circle, Oper, 1968
- From the Book of Philip Sparrow  für Gesang und Streicher, 1969
- 2. Sinfonie, 1970
- Journeys & Places für Gesang und Streicher, 1971
- Hermiston, Oper, 1975
- Songs of Zion, 1978
- 3. Sinfonie, 1978
- On the Razzle, Oper, 1988
- Sinfonietta Helvetica, 1990

## Schriften
- Musical Chairs. Thames Publ., London 1998, ISBN 0-903413-64-7 (Autobiographie).